# سيف جدعون
سيف جدعون (بالإنجليزية: Sword of Gideon)‏ هو فيلم دراما تلفزيوني كندي من إنتاج 1986 وإخراج مايكل أندرسون يحكي قصة تعقب الموساد واغتياله لمخططي عملية ميونخ ولفدائيين فلسطينيين آخرين.

## القصة
يبدأ الفيلم بمشهد تنفيذ عملية ميونخ خلال الألعاب الأولمبية 1972. وعقب مقتل الرياضيين الأولمبيين الإسرائيليين، يقرر الموساد الانتقام فيجند الرائد في الجيش الإسرائيلي آفنر ويدرّبه ثم يكلفه وأربعة عملاء آخرين هم جون وهانز وكارل وروبرت بتنفيذ عملية لاغتيال مخططي عملية أيلول الأسود وهم علي حسن سلامة ومحمود الهمشري ووائل زعيتر والفدائي الجزائري محمد بودية. فيغتالون وائل زعيتر أثناء صعوده لشقته في روما ثم يقتلون محمود الهمشري عبر وضع عبوة متفجرة داخل هاتف شقته في باريس ثم يصفّون محمد البودي عبر وضع عبوة ناسفة تحت مقعد سيارته. ويحاولون اغتيال علي حسن سلامة في أوروبا ولكنهم يفشلون. ومات هانز برصاصة قريبة من رأسه من قبل الفلسطينيين و... خلال تفتيشه لشقة محمود الهمشري وكارل بسبب قتله من قبل عميلة ألمانية مثلية تعمل مع الفلسطينيين وليتم قتلها لاحقا من قبل الموساد في هولندا. وعقب ذلك يتم إعلام عملاء الموساد بوقف العملية ويرجع آفنر لإسرائيل ليجد أن الموساد جدد عقده معه لثلاث سنوات أخرى. ولكنه يرفض مواصلة الخدمة تحت الموساد ويسافر ليقيم مع زوجته وابنه في مدينة نيويورك. وبعد مضي فترة، يأتي رئيس الموساد لنييورك ليطلب من آفنر الرجوع للعمل في الموساد ولكن آفنر كرر رفضه رغم تهديدات رئيس الموساد. وبالفعل فقد سحب الموساد الأموال التي في رصيد آفنر في البنك المركزي السويسري. واضطر آفنر وزوجته لتأجير شقة متواضعة في نيويورك وللعمل سائق تاكسي. وعاد رئيس الموساد لمدينة نيويورك مرة أخرى وطلب من آفنر الرجوع للعمل تحت إمرته معطيا إياه شيكا بالأموال المسحوبة من الحساب البنكي ورفض آفنر ومزق الشيك.

## تمثيل
- ستيفن باور، بدور "آفنر"
- مايكل يورك، بدور "روبرت"
- روبرت جوي، بدور "هانز"
- لوران مالي، بدور "جون"
- بيتر دفورسكي، بدور "كارل"
- رود ستايغر، بدور "موردخاي صامويلز"
- لينو فنتورا، بدور "بابا"
- ليزلي هوب، بدور "شوشانا"

## وصلات خارجية
- سيف جدعون على موقع IMDb (الإنجليزية)
- سيف جدعون على موقع روتن توميتوز (الإنجليزية)
- سيف جدعون على موقع نتفليكس (الإنجليزية)
- سيف جدعون على موقع ألو سيني (الفرنسية)
- سيف جدعون على موقع أول موفي (الإنجليزية)
- سيف جدعون على موقع قاعدة بيانات الفيلم (الإنجليزية)
- سيف جدعون على موقع ليتربوكسد (الإنجليزية)
- سيف جدعون على موقع كينوبويسك (الروسية)
- سيف جدعون في قاعدة بيانات الأفلام على الإنترنت
- سيف جدعون في موقع الفيلم
- سيف جدعون في موقع الطماطم الفاسدة
- الفيلم كاملا في يوتيوب